# David Pollack
David M. Pollack (New Brunswick, 19 giugno 1982) è un ex giocatore di football americano statunitense che ha militato nel ruolo di linebacker nella National Football League (NFL).

## Carriera universitaria
Pollack al college giocò a football a Georgia dal 2001 al 2004, dove ebbe una carriera di grande successo. Fu premiato per tre volte come All-American (2002, 2003, 2004), inserito per tre volte nella formazione ideale della Southeastern Conference (SEC) (2002, 2003, 2004), premiato per due volte come difensore dell'anno della SEC (2002, 2004) e vinse il Chuck Bednarik Award (2004), il Lott Trophy (2004), il Lombardi Award (2004) e per due volte il Ted Hendricks Award (2003, 2004). I suoi 36 sack in carriera sono il terzo massimo della storia della NCAA.

## Carriera professionistica
Pollack fu scelto nel corso del primo giro (17º assoluto) del Draft NFL 2005 dai Cincinnati Bengals. Nella sua stagione da rookie fu una riserva fino alla sesta partita, dopo di che divenne il linebacker titolare. Saltò due partite per un infortunio al ginocchio ma terminò comunque secondo nella squadra con 4,5 sack, oltre a 28 tackle.
Nella sua seconda stagione, quella del 2006, Pollack disputò come titolare la prima partita dei Bengals. Il 17 settembre 2006, nello scontro con i rivali statali dei Cleveland Browns, subì un infortunio che gli fratturò la sesta vertebra cervicale durante un placcaggio. Non rimase paralizzato ma fu portato fuori dal campo in barella e si sottopose a un'operazione chirurgica per fondere le due vertebre e fu costretto a portare un busto per tre mesi. Apparve subito evidente che tale infortunio avrebbe potuto compromettere la sua carriera. Tuttavia, il 7 gennaio 2007, ESPN annunciò che Pollack avrebbe potuto proseguire l'attività se avesse continuato a sottoporsi ai trattamenti programmati. L'11 luglio 2007 fu annunciato che avrebbe saltato l'intera stagione 2007.
Il 22 aprile 2008, il capo-allenatore  dei Bengals Marvin Lewis annunciò che Pollack si sarebbe ritirato. In seguito divenne un analista del college football per ESPN dal 2011 al 2023.

## Palmarès
- College Football Hall of Fame